# 福地カミオ
福地 カミオ（ふくち カミオ、女性、1997年4月3日 - ）は、日本の漫画家。山口県出身。

## 来歴
高校在学中の2013年に『週刊少年チャンピオン』（秋田書店）の第81回新人まんが賞で応募作『猫と人とアレルギーと。』が準入選し、翌2014年14号に読み切りとして掲載された同作でデビュー。掲載時のキャッチコピーでは「16歳の女子高生作家、堂々デビュー!!」と謳われていた。
高校在学中は『週刊少年チャンピオン』で読み切りや集中連載を手掛け、卒業直後の2016年19号より『猫神じゃらし!』を連載開始。2019年、山本崇一朗原案の『怪獣のトカゲ』を『別冊少年チャンピオン』で連載。
2022年、『週刊少年マガジン』（講談社）51号より『よわよわ先生』の連載を開始。

## 作品リスト

### 連載
- 私のお兄ちゃんはサイボーグです。（『週刊少年チャンピオン』2015年18号 - 27号） - 集中連載[6]。
- 猫神じゃらし！（『週刊少年チャンピオン』2016年19号 - 2017年43号）
- 怪獣のトカゲ（原案：山本崇一朗、『別冊少年チャンピオン』2019年5月号 - 2020年8月号）
- よわよわ先生（『週刊少年マガジン』2022年51号 - 連載中）

### 読み切り
いずれも単行本未収録。
- 猫と人とアレルギーと。（『週刊少年チャンピオン』2014年14号）[3] - 2017年10号の電子版に再録。
- 少女発明家の本音（『週刊少年チャンピオン』2014年19号）[7]
- ひよこ式ケンテイ（『週刊少年チャンピオン』2014年25号）
- こむぎけーしょん（『週刊少年チャンピオン』2015年43号）[8]
- ダメ×だめの夜は君と泣き明かそう（『別冊少年チャンピオン』2019年1月号）[9]
- 恋愛弱者でもアプリで恋がしたいのだ。（『週刊少年マガジン』2022年20号）[10]

### 書籍
- 『猫神じゃらし！』、秋田書店〈少年チャンピオンコミックス〉2016年 - 2017年、全4巻
  1. 2016年10月7日発売[11][12]、ISBN 978-4-253-22555-7
  2. 2017年2月8日発売[13]、ISBN 978-4-253-22556-4
  3. 2017年7月7日発売[14]、ISBN 978-4-253-22557-1
  4. 2017年11月8日発売[15]、ISBN 978-4-253-22558-8
- 『怪獣のトカゲ』、原案：山本崇一朗、秋田書店〈少年チャンピオンコミックス〉2019年 - 2020年、全3巻
  1. 2019年9月6日発売[16][17]、ISBN 978-4-253-25253-9
  2. 2020年2月17日発売[18]、ISBN 978-4-253-25254-6
  3. 2020年9月8日発売[19]、ISBN 978-4-253-25255-3
- 『よわよわ先生』、講談社〈週刊少年マガジンKCデラックス〉2023年 - 、既刊13巻（2025年7月16日現在）